# Droga krajowa 56
Die Droga krajowa 56 (kurz DK56, pol. für ,Nationalstraße 56‘ bzw. ,Landesstraße 56‘) ist eine kurze Landesstraße in Polen. Sie führt von Koronowo in östlicher Richtung Trzeciewiec bei Dobrcz und stellt eine Verbindung zwischen der Schnellstraße S5 und der Landesstraße 25 im Norden von Bydgoszcz her. Die Gesamtlänge beträgt 20,4 km.

## Geschichte
Nach der Neuordnung des polnischen Straßennetzes im Jahr 1985 wurde dem heutigen Straßenverlauf die Landesstraße 243 zugeordnet, die von Koronowo aus weiter in westlicher Richtung bis Mrocza führte. 1998 wurde der Verlauf der Landesstraße 243 bis zum heutigen Ende in Koronowo verkürzt. Mit der Reform der Nummerierung vom 9. Mai 2001 wurde aus der Landesstraße 243 die neue Landesstraße 56.

## Wichtige Ortschaften entlang der Strecke
- Koronowo
- Kotomierz
- Sienno
- Dobrcz
- Trzeciewiec